# Zuerchermyia bequaerti
Zuerchermyia bequaerti är en tvåvingeart som först beskrevs av Charles Howard Curran 1932.  Zuerchermyia bequaerti ingår i släktet Zuerchermyia och familjen vapenflugor. Inga underarter finns listade i Catalogue of Life.